# Sponce
Sponce (en serbe cyrillique : Спонце) est un village de Serbie situé dans la municipalité de Medveđa, district de Jablanica. Au recensement de 2011, il comptait 65 habitants.

## Démographie
| 1948 | 1953 | 1961 | 1971 | 1981 | 1991 | 2002 | 2011 |
| ---- | ---- | ---- | ---- | ---- | ---- | ---- | ---- |
| 467  | 519  | 497  | 339  | 279  | 142  | 179  | 65   |

|  |